# Rakovskovo, Burgas
Rakovskovo (în bulgară Раковсково) este un sat în comuna Nesebăr, regiunea Burgas,  Bulgaria. 

## Demografie
Componența etnică a satului Rakovskovo
     Bulgari (70,19%)
     Romi (15,38%)
     Nicio identificare (14,42%)
     Altele (0%)
La recensământul din 2011, populația satului Rakovskovo era de 104 locuitori. Din punct de vedere etnic, majoritatea locuitorilor (70,19%) erau bulgari, cu o minoritate de romi (15,38%). Pentru 14,42% din locuitori nu este cunoscută apartenența etnică.